# Galactic Hacker Party
De Galactic Hacker Party was een technologisch en sociaal evenement dat in 1989 werd gehouden in Paradiso in Amsterdam. Bezoekers waren mensen met een fascinatie voor techniek, met name computers en het in Nederland toen nog relatief onbekende internet. Later is men onder hacker iemand gaan verstaan die, met dezelfde fascinatie, de grenzen opzoekt van de mogelijkheden van de techniek, en daarbij soms met wettelijke grenzen in aanraking komt.

## Hacker Party en conferentie
Tegelijk met het festival werd een conferentie belegd, de ICATA (Intercontinental conference on alternative use of technology Amsterdam), maar de organisatie zag het meer als één evenement dan als twee. Met beide concepten samen trachtte men simpelweg verschillende groepen bezoekers aan te trekken. Tijdens de bijeenkomst bleek juist de combinatie van de verschillende elementen zo goed aan te slaan bij de deelnemers, dat dit evenement sindsdien elke vier jaar is herhaald. De meest recente in de serie was May Contain Hackers in 2022. In 2025 zal What Hackers Yearn plaatsvinden.

## Organisatie
De drijvende krachten achter de Galactic Hacker Party waren leden van het hackersmagazine Hack-Tic, waarvan de latere XS4ALL-medeoprichter Rop Gonggrijp de hoofdredacteur was, Caroline Nevejan namens Paradiso en Patrice Riemens. Het evenement werd verder ondersteund door Antenna, een organisatie die het toen relatief nieuwe verschijnsel e-mail onder de aandacht bracht van maatschappelijke organisaties en een subfaculteit van de Universiteit van Amsterdam, die een permanente verbinding met internet beschikbaar stelde - een novum in die tijd.

## Ontmoetingen
Groepen en organisaties als de Chaos Computer Club uit Duitsland, hackers rond Hack-Tic en die achter het New Yorkse magazine 2600: The Hacker Quarterly ontmoetten elkaar voor het eerst in levenden lijve, samen met deelnemers uit andere landen.
De deelnemers wisselden kennis en ervaring uit omtrent zaken als computersystemen, inbelverbindingen, hacken (nog niet verboden in die tijd), computervirussen en het omzeilen van tikkentellers op telefoonlijnen. Het conferentieaspect van de bijeenkomst kwam tot uitdrukking in lezingen over feminisme en computers, wisselwerking tussen mens en computer en over modellen voor kunstmatige intelligentie. Sommige bronnen noemen de ethische kwestie van de vrije beschikbaarheid van informatie als rode draad door het gehele evenement. Feit is dat deze zaak een prominente plek kreeg in de slotverklaring van de conferentie, waarvan de eerste resolutie begon met "De vrije en ongeremde informatiestroom is een essentieel deel van onze burgerrechten [..]"
Galactic Hacker Party 1989 · Hacking at the End of the Universe 1993 · Hacking in Progress 1997 · Hackers at Large 2001 · What the Hack 2005 · Hacking at Random 2009 · Observe. Hack. Make. 2013 · Still Hacking Anyway 2017